# Cité de Wanneroo
La Cité de Wanneroo (City of Wanneroo en anglais) est une zone d'administration locale dans la banlieue de Perth en Australie-Occidentale en Australie à environ 25 kilomètres au nord du centre-ille. 

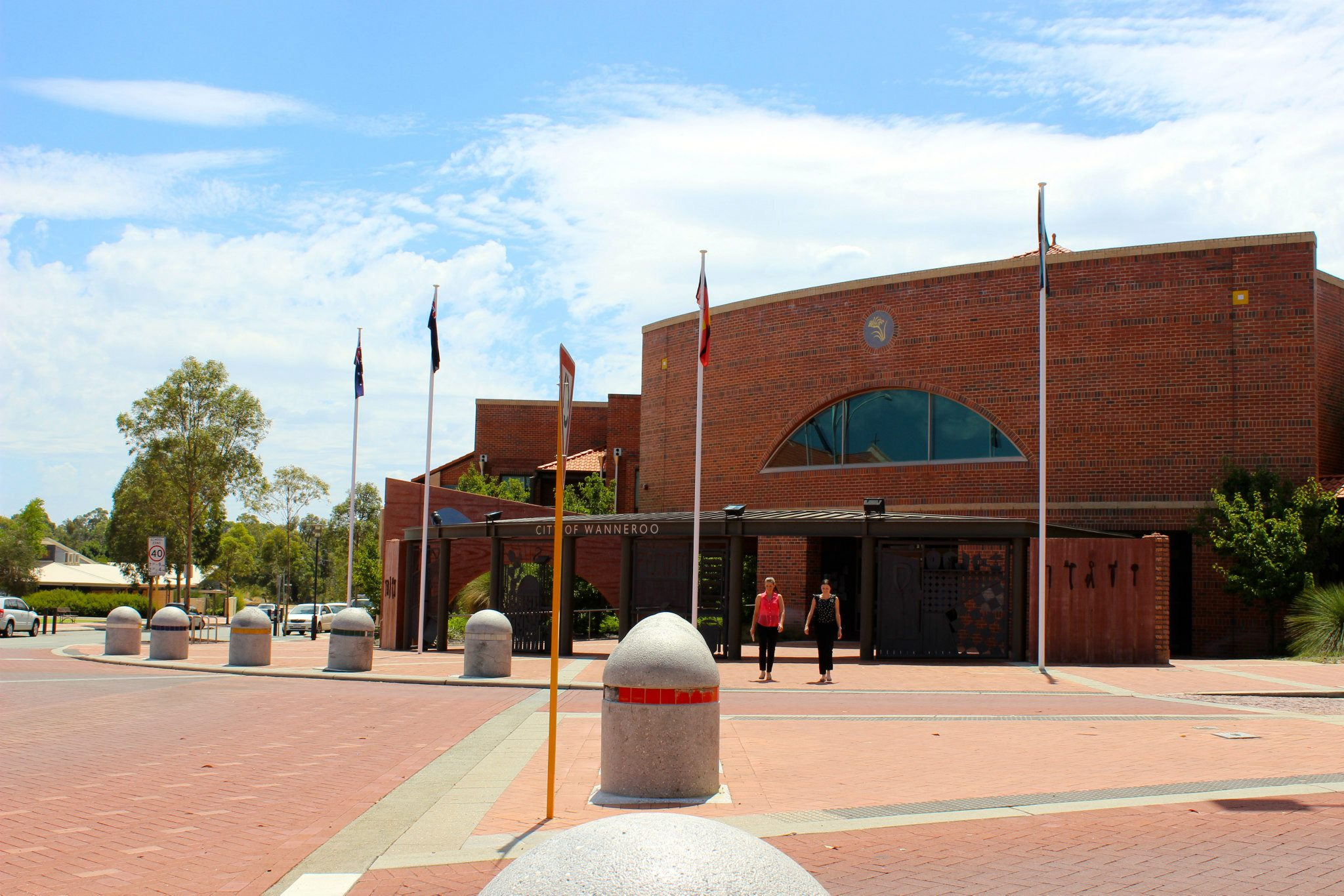
Maison du gouvernement de la ville de Wanneroo, Australie occidentale

La zone est divisée en un certain nombre de localités :
| Quartiers côtiers - Alkimos - Butler - Clarkson - Eglinton - Jindalee - Merriwa - Mindarie - Quinns Rocks - Ridgewood - Tamala Park - Two Rocks - Yanchep | Quartiers nord - Alexander Heights - Darch - Girrawheen - Hocking - Koondoola - Landsdale - Madeley - Marangaroo - Pearsall - Wangara - Wanneroo - Woodvale | Wanneroo nord-est - Ashby - Banksia Grove - Carabooda - Carramar - Gnangara - Jandabup - Mariginiup - Neerabup - Nowergup - Pinjar - Sinagra - Tapping |

La zone a quatorze conseillers et est découpée en sept circonscriptions qui élisent chacune deux conseillers :
- Central Ward
- North Ward
- Coastal Ward
- Hester Ward
- Wanneroo Ward
- Alexander Ward
- South Ward